# Свідок обвинувачення (п'єса)
«Свідок обвинувачення» (англ. Witness for the Prosecution) — п'єса англійської письменниці Агати Крісті. Вперше була зіграна у Лондоні в жовтні 1953 року у Winter Garden Theatre. Продюсером п'єси був Пітер Сандерс.

## Сюжет
Сер Вілфрид Робартс — чудовий адвокат. У зв'язку з важкою хворобою, лікарі забороняють йому займатися кримінальними справами. Однак його зацікавлює досить слизька й практично безнадійна справа Леонарда Воула. Леонард Воул є єдиним підозрюваним в убивстві літньої й досить забезпеченої дами Емілі Френч.
У силу того, що Леонард був досить гарним другом тієї самої дами, і оскільки вона була самотня, вся її спадщина, відповідно до недавно виправленого нею заповіта, переходило Ленорду Воулу.
Цей заповіт ще більше ускладнював положення сторони захисту, тому що він міг би послужити мотивом для вбивства. Єдиним свідком на стороні захисту Воула могла б виступити його дружина — Христина Воул, із чого виходить, що перспектива на виправдувальний вердикт виглядає вкрай мрячно. Сер Вілфрид, незважаючи на наставляння лікарів, береться за цю педантичну справу.